# أوقات جيدة، أوقات سيئة
أوقات جيدة، أوقات سيئة (بالألمانية: Gute Zeiten, schlechte Zeiten) هو مسلسل تم إنتاجه في ألمانيا. بدأ عرضه في سنة 1992. بلغ عدد حلقاته 6322 حلقة، وتبلغ مدة الحلقة الواحدة 25 دقيقة. تم بث المسلسل لأول مرة بتاريخ 11 مايو 1992 على تلفزيون آر تي إل. من بطولة وولفغانغ بهرو، دانيال فيلو، فيليكس فون وأولريكي فرانك. يركز المسلسل على حياة سكان حي خيالي في العاصمة الألمانية برلين.

## وصلات خارجية
- أوقات جيدة، أوقات سيئة على موقع IMDb (الإنجليزية)
- أوقات جيدة، أوقات سيئة على موقع كينوبويسك (الروسية)
- أوقات جيدة، أوقات سيئة على موقع ألو سيني (الفرنسية)
- أوقات جيدة، أوقات سيئة على موقع قاعدة بيانات الفيلم (الإنجليزية)

- GZSZ official website